# 孫禄堂
孫 禄堂（そん ろくどう）は清末民初の武術家。形意拳、八卦掌の達人、孫式太極拳の創始者。諱は福全。字は禄堂。道号は涵斎。
郭雲深、尚雲祥と共に、後世の人々に形意拳の近世三大名手の一人と賞賛され、
内家三拳（形意拳・八卦掌・太極拳）の融合論を説いた内家拳を代表する達人の一人である。
幼い頃より武術を好み初学は李魁元（李奎垣）より形意拳を学ぶ。
その後、李魁元が一身上の理由から閉門すると、李の師である郭雲深より形意拳を学び、郭の友人であった程廷華からも八卦掌を学び大成する。
楊健侯の太極拳に感動し、武式太極拳の達人郝為真の太極拳を学んだ。
形意拳、八卦掌、太極拳の精髄を融合し、日々練習を重ね、独自の孫式太極拳を創造した。
これにより孫は形意・八卦・太極の三門の求めるところ同じであるとの認識を得て、 
内家三拳の合一論を提唱するようになる。 
1928年には、内家拳で最高の達人であるとの評価を得て、 
中国武術の全国的統一組織であった南京中央国術館に、武当門（内家拳）門長として招聘されるが、間もなくそれを辞して江蘇省国術館に退き、副館長兼教務主任に就任した。
著書には「形意拳学」、「八卦掌学」、「太極拳学」、「拳意述真」などがある。
その弟子には孫剣雲（長女）、孫存周（二男）、胡鳳山などが著名である。

## エピソード(伝説)
孫禄堂はずば抜けた身体能力で有名である。活猴(かっこう・いきざる)禄堂との異名を持つ。
- 馬のしっぽをのせ、一緒に数十キロ走り続けた。しっぽを掴むのではなく、のせて落とさないようにするだけであるから速度をきちんと合わせないとできることではない。しかも走りに合わせて馬に飛び乗ったり飛び降りたりしたとも伝えられる。
- 壁を駆け上がったと思いきや天井近くでくるりと身を翻し、背中を壁につけた状態で落下した。
- 100人以上の村人の小競り合いに巻き込まれたことがあったが、点穴術を用いて全員を気絶させ騒ぎを収めた。